# Tercera División B de Chile 2012
El Torneo Oficial de la Cuarta División de Chile corresponde a la temporada XXV del campeonato de la Serie E del fútbol chileno. Participaron 18 equipos, con jugadores nacionales menores de 23 años, razón por la cual el torneo, como en todas sus ediciones, es conocido como Torneo Nacional Tercera B División Sub-23.
La versión del 2012 del torneo de la quinta categoría del fútbol Chileno incluye varios cambios impuestos por ANFA: después de 9 años, el organismo Amateur decide devolverle su histórico y antiguo nombre pasando a denominarse para este año como: Torneo Oficial de la Cuarta División de Chile.
Además debido a la creación de la Segunda División de Chile algunos clubes de Tercera División emigran al torneo rentando profesional, ante esto ANFA decide modificar sus estatutos y aceptar nuevos integrantes para Cuarta División.
Para la versión 2012 y tras un breve paso por tercera A, Pudahuel Barrancas regresa a la división tras un año. Además un total de 6 escuadras hacen su ingreso por primera vez a la competición, estas son: Academia Machalí, Deportes Coronel, San Bernardo Unido, Municipal San Pedro de la Paz, Tomas Greig y el histórico Malleco Unido que vuelve a las competiciones de la ANFA, a su vez Unión Molina, reaparece después de un fugaz paso por la división en el año 2000, lo que sumado a las 10 escuadras que jugaron la temporada anterior, componen un total de 18 equipos que disputaron 5 inéditos cupos para Tercera A.
Las escuadras de Academia Quilpúe y Peñalolén no participaron en esta temporada; mientras los de la V región decidieron no repostular, los peñaloleinos fueron expulsados, por el hecho de apoyar la creación de la nueva división del fútbol chileno, tomando en cuenta que la sede de la ANFP, está ubicada precisamente en esa comuna.
Este campeonato otorgó 5 cupos directos a Tercera División. El campeón del torneo resultó ser el equipo de Deportes Santa Cruz que logró el título tras 4 años en la categoría y por primera vez en su historia, el subcampeonato fue ganado por el sorprendente equipo de Malleco Unido tras una infartante definición en el último partido del cuadrangular final. Además, los clubes de Defensor Casablanca y Pudahuel Barrancas lograron alcanzar los cupos correspondiente para el ascenso y que tiene como principal característica que estos 3 últimos clubes logran este hito tan solo con 1 año de participación.
Por otro lado General Velásquez abrocho el 5 y último cupo frente Ferroviarios mediante una polémica y sufrida definición en partidos de ida y vuelta e incluso obligó a jugarse en una cancha neutral.
Durante el transcurso del campeonato Academia Machalí fue expulsado de la división y por ende no jugó en lo que restó del torneo, siendo el club descendido a su asociación de origen del grupo sur para el año siguiente. En cambio por el grupo norte, el descendido fue Deportes Cerro Navia

## Sistema de campeonato
⁃ Participan 18 clubes en dos grupos (centro y sur). Cada grupo compuesto de 9 equipos, tendrá 18 fechas en donde jugarán todos contra todos; los 4 mejores de cada grupo jugarán la siguiente fase.
⁃ Los 4 punteros de cada grupo jugarán la segunda fase de campeonato en donde en 6 ruedas decidirán los 2 primeros cupos a Tercera División que tiene cada grupo, mientras que los 2 últimos de cada liguilla competirán en la siguiente etapa.
⁃ Los 2 equipos (3.º y 4.º) de cada liguilla, jugarán una liguilla final para decidir así el quinto y final ascendido a la Tercera División.
⁃ Mientras que los 5 equipos que no lograron pasar a segunda fase jugarán entre sí en 10 fechas todos contra todos. El equipo que quede en la última posición descenderá a su Asociación de Origen.

## Información
| Equipo | Equipo                        | Entrenador       | Entrenador           | Ciudad                     | Estadio                                 | Capacidad |
| ------ | ----------------------------- | ---------------- | -------------------- | -------------------------- | --------------------------------------- | --------- |
|        | Academia Machalí              | Bandera de Chile | Alejandro Osorio     | Machalí                    | Municipal Guillermo Chacón              | 2.000     |
|        | Defensor Casablanca           | Bandera de Chile | Rodrigo Bendeck      | Casablanca                 | Municipal Arturo Echazarreta            | 1.672     |
|        | Deportes Cerro Navia          | Bandera de Chile | Cristian Nuñez       | Cerro Navia, Santiago      | Municipal de Cerro Navia                | 500       |
|        | Deportes Coronel              | Bandera de Chile | Francisco Castillo   | Coronel                    | Federico Schwager                       | 5.731     |
|        | Deportes Santa Cruz           | Bandera de Chile | Manuel López         | Santa Cruz                 | Municipal Joaquín Muñoz García          | 5.000     |
|        | Ferroviarios                  | Bandera de Chile | Jorge Guzmán         | Estación Central, Santiago | Modelo de Pudahuel                      | 1.500     |
|        | General Velásquez             | Bandera de Chile | Eduardo Apablaza     | San Vicente de Tagua Tagua | Municipal de San Vicente de Tagua Tagua | 2.504     |
|        | Independiente                 | Bandera de Chile | Germán Rodríguez     | Cauquenes                  | Fiscal Manuel Moya Medel                | 4.000     |
|        | Juventud Puente Alto          | Bandera de Chile | Pedro Morales        | Puente Alto                | Municipal de Puente Alto                | 1.900     |
|        | Lautaro de Buin               | Bandera de Chile | Guillermo Araya      | Buin                       | Lautaro                                 | 1.100     |
|        | Unión Molina                  | Bandera de Chile | Eduardo Soto         | Molina                     | Municipal de Molina                     | 2.000     |
|        | Luis Matte Larraín            | Bandera de Chile | Mauricio Ferj        | Puente Alto                | Municipal de Puente Alto                | 1.900     |
|        | Malleco Unido                 | Bandera de Chile | Óscar Zambrano       | Angol                      | Municipal Alberto Larraguibel           | 4.000     |
|        | Municipal San Pedro de la Paz | Bandera de ?     |                      | San Pedro de la Paz        | Boca Sur                                | 2.062     |
|        | Pudahuel Barrancas            | Bandera de Chile | Juan Carlos Belmar   | Pudahuel, Santiago         | Modelo de Pudahuel                      | 1.500     |
|        | San Bernardo Unido            | Bandera de Chile | José Miguel González | San Bernardo               | Municipal de San Bernardo               | 3.000     |
|        | Sportverein Jugendland        | Bandera de Chile | Alfredo León         | Peñaflor                   | Andarivel de El Monte                   | 1.000     |
|        | Tomas Greig                   | Bandera de Chile | John Greig           | Rancagua                   | Guillermo Saavedra                      | 500       |

## Zonas

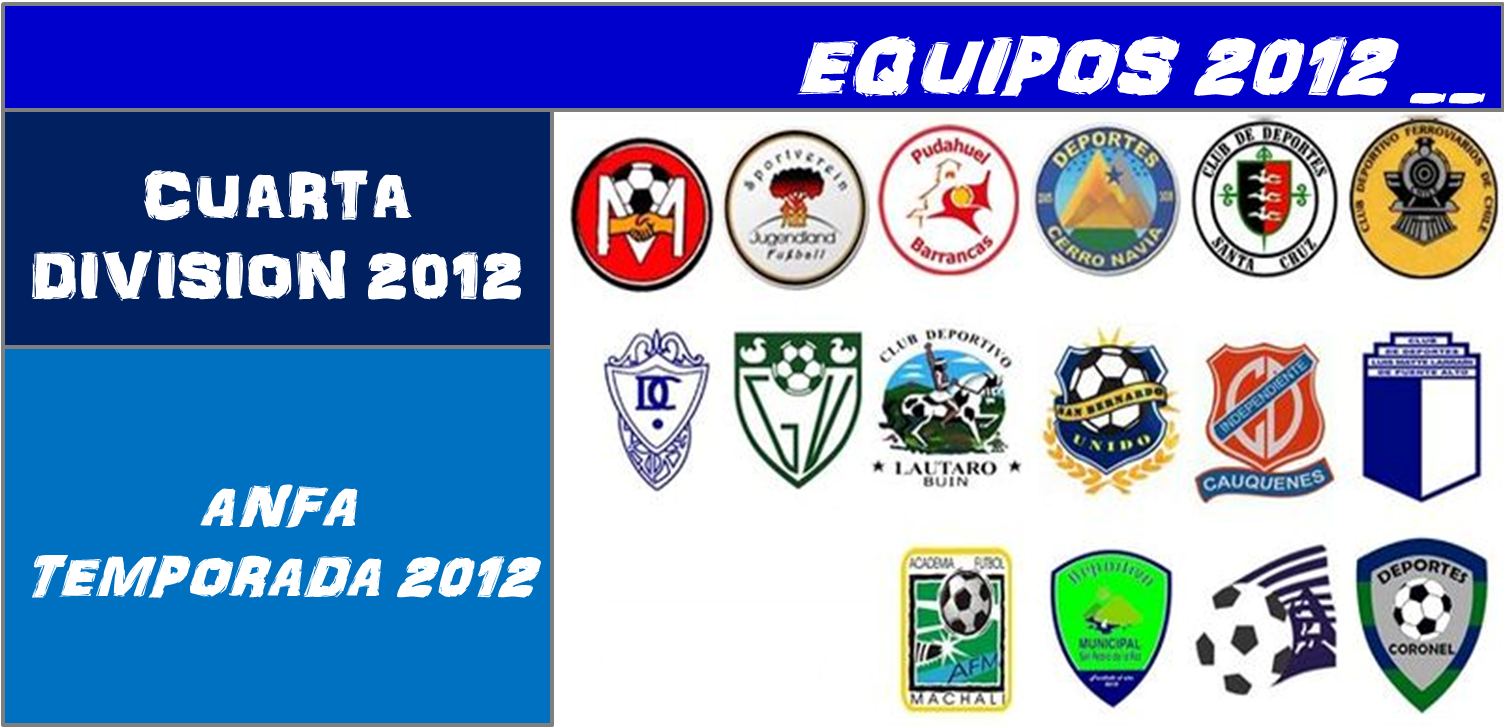
Equipos de esta temporada.(faltan CD Tomas Greig y Unión Molina)

La división de equipos se realizará usando criterios geográficos, determinados por la ANFA.
| Zona Centro | Zona Sur |
| - Defensor Casablanca - Deportes Cerro Navia - Ferroviarios - Juventud Puente Alto - Lautaro de Buin - Luis Matte Larraín - Pudahuel Barrancas - San Bernardo Unido - Sportverein Jugendland | - Academia Machalí - Deportes Coronel - Deportes Santa Cruz - General Velásquez - Independiente - Unión Molina - Malleco Unido - Municipal San Pedro - Tomas Greig |
| --- | --- |

### Equipos porRegión
| Región        | Equipos |
| ------------- | --- |
| Valparaíso    | - Defensor Casablanca |
| Metropolitana | - Deportes Cerro Navia - Ferroviarios - Juventud Puente Alto - Lautaro de Buin - Luis Matte Larraín - Pudahuel Barrancas - San Bernardo Unido - Sportverein Jugendland |
| O'Higgins     | - Academia Machalí - Deportes Santa Cruz - General Velásquez - Tomas Greig                                                                                             |
| Maule         | - Independiente - Unión Molina |
| Biobío        | - Deportes Coronel - Municipal San Pedro |
| Araucanía     | - Malleco Unido |

## Primera fase
Fecha de actualización: 8 de septiembre

### Zona Central

#### Resultados
| Local \ Visita         | DFC | DCN | FRR | JPA | LAU | LMT | PUD | SBU | JNG |
| ---------------------- | --- | --- | --- | --- | --- | --- | --- | --- | --- |
| Defensor Casablanca    |     | 3–2 | 5–2 | 1–0 | 1–3 | 1–0 | 2–1 | 1–0 | 4–0 |
| Deportes Cerro Navia   | 1–1 |     | 3–3 | 2–2 | 2–4 | 1–4 | 0–2 | 0–7 | 1–2 |
| Ferroviarios           | 2–1 | 1–1 |     | 4–2 | 4–0 | 2–0 | 3–4 | 1–3 | 0–4 |
| Juventud Puente Alto   | 1–2 | 2–1 | 1–1 |     | 0–1 | 1–2 | 4–2 | 3–3 | 3–1 |
| Lautaro de Buin        | 0–1 | 1–2 | 0–1 | 4–2 |     | 2–0 | 1–3 | 1–2 | 2–0 |
| Luis Matte Larraín     | 1–0 | 2–2 | 2–3 | 3–3 | 2–2 |     | 0–1 | 0–1 | 3–2 |
| Pudahuel Barrancas     | 3–3 | 1–2 | 2–5 | 0–0 | 2–1 | 2–1 |     | 2–2 | 2–1 |
| San Bernardo Unido     | 3–4 | 9–0 | 3–1 | 1–0 | 3–1 | 2–0 | 0–0 |     | 5–0 |
| Sportverein Jugendland | 3–1 | 3–1 | 1–3 | 1–4 | 4–5 | 3–1 | 1–6 | 1–2 |     |

#### Tabla
|  |    | Clubes                 | Pts  | PJ | G  | E | P  | GF | GC | Dif |
|  | -- | ---------------------- | ---- | -- | -- | - | -- | -- | -- | --- |
|  | 1º | San Bernardo Unido     | 36   | 16 | 11 | 3 | 2  | 46 | 15 | +31 |
|  | 2º | Defensor Casablanca    | 32   | 16 | 10 | 2 | 4  | 31 | 22 | +9  |
|  | 3º | Pudahuel Barrancas     | 28   | 16 | 8  | 4 | 4  | 33 | 26 | +7  |
|  | 4º | Ferroviarios           | 24 * | 16 | 8  | 3 | 5  | 33 | 30 | +3  |
|  | 5º | Lautaro de Buin        | 22   | 16 | 7  | 1 | 8  | 28 | 30 | -2  |
|  | 6º | Juventud Puente Alto   | 17   | 16 | 4  | 5 | 7  | 26 | 25 | +1  |
|  | 7º | Luis Matte Larraín     | 15   | 16 | 4  | 3 | 9  | 21 | 28 | -7  |
|  | 8º | Sportverein Jugendland | 15   | 16 | 5  | 0 | 11 | 27 | 43 | -16 |
|  | 9º | Deportes Cerro Navia   | 11   | 16 | 2  | 5 | 9  | 21 | 47 | -26 |

- Nota: Ferroviarios Fue multado con el descuento de 3 puntos por alinear a un jugador suspendido en el partido contra Juv. Puente Alto

### Zona sur

#### Resultados
| Local \ Visita                | MAC | COR | SCR | GVE | IND | UMO | MLL | MSP | TGR |
| ----------------------------- | --- | --- | --- | --- | --- | --- | --- | --- | --- |
| Academia Machalí              |     | 1–2 | 0–0 | 0–2 | 1–0 | 3–4 | 0–1 | 6–4 | 0–0 |
| Deportes Coronel              | 1–1 |     | 2–3 | 1–3 | 1–1 | 0–1 | 0–2 | 0–1 | 0–2 |
| Deportes Santa Cruz           | 7–1 | 5–0 |     | 0–1 | 1–0 | 3–2 | 3–2 | 3–1 | 4–0 |
| General Velásquez             | 3–2 | 2–2 | 0–1 |     | 0–2 | 3–5 | 1–1 | 1–1 | 1–1 |
| Independiente                 | 2–1 | 2–1 | 1–1 | 0–1 |     | 1–0 | 1–1 | 3–0 | 1–1 |
| Unión Molina                  | 5–0 | 1–1 | 1–3 | 3–0 | 2–1 |     | 0–1 | 2–1 | 3–3 |
| Malleco Unido                 | 3–0 | 1–1 | 0–1 | 0–1 | 3–1 | 1–0 |     | 4–1 | 2–1 |
| Municipal San Pedro de la Paz | 2–1 | 4–0 | 1–1 | 2–4 | 5–3 | 3–3 | 2–3 |     | 2–2 |
| Tomas Greig                   | 4–1 | 3–1 | 0–3 | 2–2 | 1–3 | 1–0 | 1–3 | 1–1 |     |

#### Tabla
|  |    | Clubes               | Pts | PJ | G  | E | P  | GF | GC | Dif |
|  | -- | -------------------- | --- | -- | -- | - | -- | -- | -- | --- |
|  | 1º | Deportes Santa Cruz  | 39  | 16 | 12 | 3 | 1  | 39 | 12 | +27 |
|  | 2º | CD Malleco Unido     | 33  | 16 | 10 | 3 | 3  | 28 | 14 | +14 |
|  | 3º | CD General Velásquez | 26  | 16 | 7  | 5 | 4  | 25 | 23 | +2  |
|  | 4º | Unión Molina FC      | 24  | 16 | 7  | 3 | 6  | 32 | 25 | +7  |
|  | 5º | Independiente        | 22  | 16 | 6  | 4 | 6  | 22 | 20 | +2  |
|  | 6º | Tomas Greig          | 19  | 16 | 4  | 7 | 5  | 23 | 27 | -4  |
|  | 7º | San Pedro de la Paz  | 17  | 16 | 4  | 5 | 7  | 31 | 37 | -6  |
|  | 8º | Academia Machalí     | 9   | 16 | 2  | 3 | 11 | 18 | 40 | -22 |
|  | 9º | Deportes Coronel     | 8   | 16 | 1  | 5 | 10 | 13 | 33 | -20 |

- Nota: Unión Molina FC castigado con la pérdida de 3 puntos en el partido disputado en la primera rueda contra Malleco Unido, ya que un jugador no firmó la planilla. Además el marcador final es Malleco Unido 1 Unión Molina 0

Pts = Puntos; PJ = Partidos Jugados; G = Partidos Ganados; E = Partidos Empatados; P = Partidos Perdidos; GF = Goles Anotados; GC = Goles Recibidos; Dif = Diferencia de gol
|  | Disputan Segunda Fase de Ascenso  |
|  | Disputan Segunda Fase de Descenso |

## Segunda fase (Fase Zonal para la Fase Final)
Fecha de actualización: 4 de noviembre

### Zona Central

#### Resultados
| Local \ Visita      | DFC | FRR | PUD | SBU |
| ------------------- | --- | --- | --- | --- |
| Defensor Casablanca |     | 3-2 | 2-2 | 3-0 |
| Ferroviarios        | 1-0 |     | 0-2 | 3-2 |
| Pudahuel Barrancas  | 1-2 | 4-1 |     | 3-4 |
| San Bernardo Unido  | 0-2 | 1-3 | 1-2 |     |

##### Tabla
|  |    | Clubes              | Pts | PJ | G | E | P | GF | GC | Dif |
|  | -- | ------------------- | --- | -- | - | - | - | -- | -- | --- |
|  | 1º | Defensor Casablanca | 15  | 6  | 4 | 1 | 1 | 12 | 6  | +6  |
|  | 3º | Pudahuel Barrancas  | 11  | 6  | 3 | 1 | 2 | 14 | 10 | +4  |
|  | 3º | Ferroviarios        | 9   | 6  | 3 | 0 | 3 | 10 | 12 | -2  |
|  | 4º | San Bernardo Unido  | 6   | 6  | 1 | 0 | 5 | 8  | 16 | -8  |

### Zona sur

#### Resultados
| Local \ Visita      | SCR | GVE | UMO | MLL |
| ------------------- | --- | --- | --- | --- |
| Deportes Santa Cruz |     | 3-2 | 3-1 | 0-1 |
| General Velásquez   | 0-2 |     | 2-2 | 1-0 |
| Unión Molina        | 0-2 | 2-4 |     | 0-1 |
| Malleco Unido       | 2-1 | 4-3 | 1-1 |     |

##### Tabla
|  |    | Clubes              | Pts | PJ | G | E | P | GF | GC | Dif |
|  | -- | ------------------- | --- | -- | - | - | - | -- | -- | --- |
|  | 1º | Deportes Santa Cruz | 15  | 6  | 4 | 0 | 2 | 11 | 6  | +5  |
|  | 2º | Malleco Unido       | 15  | 6  | 4 | 1 | 1 | 9  | 6  | +3  |
|  | 3º | General Velásquez   | 8   | 6  | 2 | 1 | 3 | 12 | 13 | -1  |
|  | 4º | Unión Molina        | 2   | 6  | 0 | 2 | 4 | 6  | 13 | -7  |

Pts = Puntos; PJ = Partidos Jugados; G = Partidos Ganados; E = Partidos Empatados; P = Partidos Perdidos; GF = Goles Anotados; GC = Goles Recibidos; Dif = Diferencia de gol
|  | Clasifica a la Fase Final y asciende directamente a la Tercera División 2013 |
|  | Disputará un Play-off por un cupo a Tercera División 2013                    |
|  | Se mantiene en la Cuarta División                                            |

- Nota 1: Deportes Santa Cruz y San Bernardo Unido Serán bonificados con 3 puntos.
- Nota 2: Malleco Unido y Defensor Casablanca Serán bonificados con 2 puntos.
- Nota 3: General Velásquez y Pudahuel Barrancas Serán bonificados con solo 1 punto.
- Nota 4: Unión Molina y Ferroviarios No Serán bonificados y arrancarán esta liguilla zonal sin puntos.

En caso de Igual puntaje, 1.º se consideran los Partidos Ganados, luego la Diferencia de Gol

## Segunda fase (Liguilla del Descenso Central y Sur)
Fecha de actualización: 2 de diciembre

### Zona Central

#### Resultados
| Local \ Visita         | DCN | JPA | LAU | LML | JNG |
| ---------------------- | --- | --- | --- | --- | --- |
| Deportes Cerro Navia   |     | 0-1 | 2-4 | 3-3 | 2-2 |
| Juventud Puente Alto   | 1-1 |     | 2-2 | 3-3 | 2-1 |
| Lautaro de Buin        | 2-0 | 0-1 |     | 1-1 | 2-3 |
| Luis Matte Larraín     | 1-5 | 0-1 | 4-1 |     | 2-1 |
| Sportverein Jugendland | 1-1 | 1-1 | 2-0 | 2-0 |     |

##### Tabla
|  |    | Clubes                 | Pts | PJ | G | E | P | GF | GC | Dif |
|  | -- | ---------------------- | --- | -- | - | - | - | -- | -- | --- |
|  | 1º | Juventud Puente Alto   | 16  | 8  | 4 | 4 | 0 | 12 | 8  | +4  |
|  | 2º | Sportverein Jugendland | 12  | 8  | 3 | 3 | 2 | 13 | 10 | +3  |
|  | 3º | Luis Matte Larraín     | 9   | 8  | 2 | 3 | 3 | 14 | 17 | -3  |
|  | 4º | Lautaro de Buin        | 8   | 8  | 2 | 2 | 4 | 12 | 15 | -3  |
|  | 5º | Deportes Cerro Navia   | 7   | 8  | 1 | 4 | 3 | 14 | 15 | -1  |

### Zona sur

#### Resultados
| Local \ Visita                | MAC | COR | IND | MSP | TGR |
| ----------------------------- | --- | --- | --- | --- | --- |
| Academia Machalí              |     | -   | -   | -   | -   |
| Deportes Coronel              | -   |     | 2-4 | 7-2 | 2-3 |
| Independiente de Cauquenes    | -   | 2-1 |     | 3-1 | 4-1 |
| Municipal San Pedro de la Paz | 1-0 | 3-0 | 1-4 |     | 3-2 |
| Tomas Greig                   | -   | 3-2 | 4-1 | 3-2 |     |

##### Tabla
|  |    | Clubes              | Pts | PJ | G | E | P | GF | GC | Dif |
|  | -- | ------------------- | --- | -- | - | - | - | -- | -- | --- |
|  | 1º | Independiente       | 15  | 6  | 5 | 0 | 1 | 19 | 10 | +9  |
|  | 2º | Tomas Greig         | 12  | 6  | 4 | 0 | 2 | 16 | 15 | +1  |
|  | 3º | San Pedro de la Paz | 9   | 7  | 3 | 0 | 4 | 13 | 19 | -6  |
|  | 4º | Deportes Coronel    | 3   | 6  | 1 | 0 | 5 | 14 | 17 | -3  |
|  | 5º | Academia Machalí    | 0   | 1  | 0 | 0 | 1 | 0  | 1  | -1  |

- Nota: Academia Machalí Fue expulsado de la división y por ende no participara en lo que resta del campeonato

Pts = Puntos; PJ = Partidos Jugados; G = Partidos Ganados; E = Partidos Empatados; P = Partidos Perdidos; GF = Goles Anotados; GC = Goles Recibidos; Dif = Diferencia de gol
|  | Se Mantiene en la Cuarta División   |
|  | Desciende a su Asociación de Origen |

## Fase final
Fecha de actualización: 15 de diciembre

### Resultados
| Local \ Visita      | SCR | MLL | DCB | PUD |
| ------------------- | --- | --- | --- | --- |
| Deportes Santa Cruz |     | 3-0 | 3-1 | 1-1 |
| Malleco Unido       | 6-0 |     | 4-0 | 2-0 |
| Defensor Casablanca | 0-2 | 2-0 |     | 4-1 |
| Pudahuel Barrancas  | 0-0 | 0-0 | 3-2 |     |

#### Tabla
|  |    | Clubes              | Pts | PJ | G | E | P | GF | GC | Dif |
|  | -- | ------------------- | --- | -- | - | - | - | -- | -- | --- |
|  | 1º | Deportes Santa Cruz | 11  | 6  | 3 | 2 | 1 | 9  | 8  | +1  |
|  | 2º | Malleco Unido       | 10  | 6  | 3 | 1 | 2 | 12 | 5  | +7  |
|  | 3º | Defensor Casablanca | 6   | 6  | 2 | 0 | 4 | 9  | 13 | -4  |
|  | 4º | Pudahuel Barrancas  | 6   | 6  | 1 | 3 | 2 | 5  | 9  | -4  |

Pts = Puntos; PJ = Partidos Jugados; G = Partidos Ganados; E = Partidos Empatados; P = Partidos Perdidos; GF = Goles Anotados; GC = Goles Recibidos; Dif = Diferencia de gol
|  | Campeón, asciende a la Tercera División para el año 2013    |
|  | Subcampeón, asciende a la Tercera División para el año 2013 |
|  | Asciende a la Tercera División para el año 2013             |

### Campeón
| Chile                             |
| 'Deportes Santa Cruz' 1º Título . |

## Play-off por el 5º Ascenso aTercera División 2013
| 11 de noviembre de 2012, 18:00 | General Velásquez | 2 : 0 | Ferroviarios | Municipal de San Vicente de Tagua Tagua, San Vicente de Tagua Tagua          |  |
|                                |                   |       |              | Asistencia: 971 espectadores goleslocal = Farías 14' · Díaz 60' espectadores |  |

| 18 de noviembre de 2012, 15:00 | Ferroviarios | 2 : 2 (parcial) | General Velásquez | Los Nogales de Estación Central, Estación Central |  |

Debido a los incidentes producidos en el partido de vuelta, se disputó un partido de definición en la ciudad de Rancagua, cuyo ganador fue General Velásquez, el cual asciende a la Tercera División para el año 2013
| 25 de noviembre de 2012, 11:00 | Ferroviarios | 1 : 3 | General Velásquez | Estadio Municipal Patricio Mekis, Rancagua |  |
|                                |              |       |                   | Asistencia: Sin público espectadores       |  |

## Goleadores
Fecha de actualización: 1 de julio
| Jugador           | Equipo               | Goles |
| ----------------- | -------------------- | ----- |
| Nicolás Salazar   | Ferroviarios         | 7     |
| Diego Palominos   | Juventud Puente Alto | 7     |
| Cristián Calderón | Lautaro de Buin      | 6     |